# Luciano Pavarotti

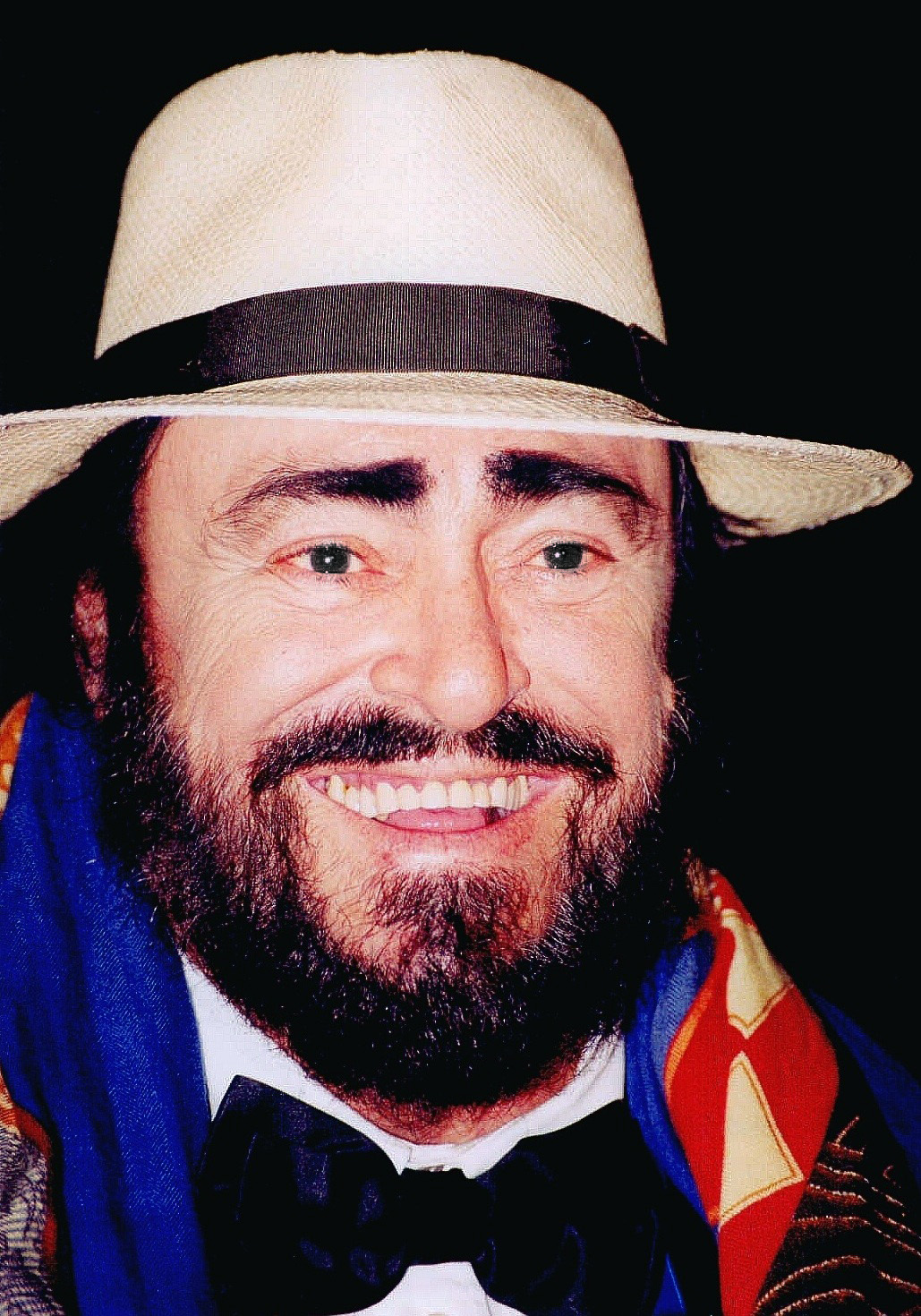
Luciano Pavarotti (2001)

Luciano Pavarotti (* 12. Oktober 1935 in Modena; † 6. September 2007 ebenda) war ein italienischer Opernsänger (Tenor). Er gilt über die Grenzen der Oper und Klassik hinaus als einer der bedeutendsten Tenöre aller Zeiten. Als Mitglied der Drei Tenöre und als Duettpartner vieler Pop-Sänger wurde Pavarotti auch vielen nicht so mit der Opernwelt vertrauten Menschen ein Begriff. Seinen Ruhm nutzte er auch für Benefizkonzerte.

## Leben und Wirken
Luciano Pavarotti war der Sohn des Bäckers Fernando Pavarotti (1913–2002), der auch als Tenor im Chor der Stadt mitwirkte, und seiner Frau Adele Venturi (1916–2002), die in einer Tabakfabrik arbeitete. Er wuchs in beengten Verhältnissen mit seinen Eltern und seiner Schwester in einer 2-Zimmer-Wohnung auf. Die spätere Sopranistin Mirella Freni, seine Jugendfreundin und häufige Gesangspartnerin, und er wurden von derselben Amme versorgt, ihre Mütter waren Arbeitskolleginnen. Zunächst wollte er Lehrer werden, daher studierte er an der Scuola delle Magistrale Pädagogik und unterrichtete dann zwei Jahre lang als Volksschullehrer in Modena. Pavarotti machte seine ersten Gesangserfahrungen im Chor und beschloss 1956, die berufliche Laufbahn des Sängers einzuschlagen. Er begann zunächst bei Arrigo Pola in Modena sowie später bei Ettore Campogalliani in Mantua klassischen Gesang zu studieren. Nebenher arbeitete er zur Finanzierung des Studiums, das über sechs Jahre dauerte, als Versicherungsvertreter.
Pavarotti debütierte 1961 am Opernhaus von Reggio nell’Emilia als Rodolfo in Puccinis La Bohème, seiner späteren Paraderolle, und gewann einen internationalen Gesangswettbewerb. Teil des Preises war das Debüt als Rodolfo im Opernhaus von Modena unter der Leitung seines damaligen Jugendfreundes Leone Magiera, der ihn später jahrzehntelang als Pianist bei Liederabenden begleitete. Die Aufführung wurde von der RAI live übertragen. Es folgten Einladungen verschiedener italienischer und internationaler Opernhäuser, wie Amsterdam, Covent Garden, der Wiener Staatsoper (Debüt als Rodolfo in La Bohème 1963), Zürich und Glyndebourne.
1965 trat er mit gemeinsam Joan Sutherland und Richard Bonynge auf einer Tournee in den USA und Australien auf, ein Jahr später debütierte er an der Mailänder Scala. Auf Vermittlung des Decca-Managers Terry McEwen engagierte Pavarotti ab 1967 den früheren Redenschreiber Herbert Breslin (1924–2012) als seinen Agenten, der Pavarottis Debüt an der Met 1968 organisierte. Weitere Auftritte erfolgten in Barcelona, Paris, London sowie bei den Salzburger Festspielen (1978 als italienischer Sänger im Rosenkavalier, 1983 in der Titelpartie in Idomeneo). Bei einer Aufführung von Donizettis L'elisir d'amore 1988 an der Deutschen Oper Berlin erhielt Pavarotti in der Rolle des Nemorino einen Applaus von 67 Minuten mit 165 Vorhängen, und erhielt damit einen Eintrag im Guinness-World-Records-Buch.
Pavarotti gründete 1981 in Philadelphia einen Wettbewerb für junge Sänger und begann, die Anzahl seiner Bühnenauftritte zu reduzieren, dafür trat er häufiger in Konzerten und im Fernsehen auf. Sein Debüt als Regisseur gab er 1988 an der Oper von Venedig (La favorita von Gaetano Donizetti).
Breslin gelang es, durch einen gemeinsamen Auftritt von Pavarotti mit den beiden Tenören Plácido Domingo und José Carreras in einer weltweit übertragenen Sportveranstaltung aus dem Opernstar Pavarotti einen Pop- und Superstar zu machen. Das Konzert der drei Tenöre in den römischen Caracalla-Thermen bei der Fußball-Weltmeisterschaft 1990 am 7. Juli 1990 erreichte etwa eine Milliarde Fernsehzuschauer in aller Welt. Das Gesangstrio popularisierte Opernarien und konnte mit diesem Programm bei seinen folgenden Tourneen Fußballstadien und Sportarenen mit Zuhörern füllen. Die Arie Nessun dorma (Vincerò! Vincerò!) gehört zu den berühmtesten und erfolgreichsten Opernarien und hat Pavarotti wahrscheinlich im Vorfeld der Fußball-Weltmeisterschaft in Italien zum Gipfel seines Ruhmes geführt. Die Musikwelt kritisierte die astronomisch hohen Gagen als Kommerzialisierung sowie eine Banalisierung des Opernrepertoires.

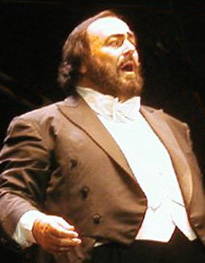
Luciano Pavarotti im Stade Vélodrome in Marseille (2002)

Auf Betreiben seiner neuen Lebensgefährtin Nicoletta Mantovani trennte sich Pavarotti 2002 nach 36 Jahren von seinem Manager Herbert Breslin. Dieser veröffentlichte zwei Jahre später eine Biografie über Pavarotti, die trotz aller Bewunderung Breslins als eine Anhäufung von Indiskretionen und Ressentiments aufgefasst wurde und Unbehagen bei den Rezensenten auslöste.
2004 verkündete Pavarotti nach drei gefeierten Vorstellungen in Tosca an der Metropolitan Opera das Ende seiner Bühnenkarriere. Als Konzertsänger trat er weiterhin im Rahmen von weltweiten Tourneen in Liederabenden, Arenakonzerten und Open-Air-Konzerten auf. Im Jahr 2005 entschloss er sich zu einer großen Abschiedstournee, die aufgrund einer Krebserkrankung abgebrochen werden musste.
Seinen letzten großen Auftritt hatte Pavarotti bei der Eröffnungsfeier der Olympischen Winterspiele 2006 in Turin mit der Arie Nessun dorma unter der Leitung des Dirigenten Leone Magiera. Magiera machte in seinem Buch Pavarotti. Visto da Vicino bekannt, dass Pavarotti wegen seiner fortgeschrittenen Erkrankung nicht mehr live gesungen habe, sondern nur noch ein Playback verwenden wollte.

## Ehen und Familie
1960 heiratete Pavarotti Adua Veroni; das Paar bekam die drei Töchter Lorenza, Cristina und Giuliana. Die Ehe wurde im Jahre 2000 geschieden. Pavarotti wurden viele Affären nachgesagt, die seine Frau duldete, bis sie ihn 1993 aufgrund von Urlaubsaufnahmen mit Nicoletta Mantovani (* 1969) in einer Illustrierten aus ihrer gemeinsamen Wohnung warf. Er hatte Nicoletta Mantovani 1993 kennengelernt, sie arbeitete seit 1992 in einer Konzertagentur für die alljährliche Konzertreihe »Pavarotti & Friends« in Modena. Zunächst war sie im Büro und dann als seine persönliche Sekretärin tätig.
Im Januar 2003 brachte Nicoletta Mantovani Zwillinge zur Welt, von denen jedoch der Sohn nach Komplikationen bei der Geburt starb. Nach langwierigen Scheidungsverhandlungen fand die Hochzeit mit Mantovani erst im Dezember 2003 statt. Aufgrund von Behauptungen zweier Freundinnen Pavarottis, er habe sich kurz vor seinem Tod über die Geldgier von Mantovani beklagt, verklagte diese die beiden wegen Verleumdung auf eine Entschädigung von 30 Mio. Euro.

## Krankheit und Tod
Anfang Juli 2006 wurde bei Pavarotti Bauchspeicheldrüsenkrebs diagnostiziert. Wenige Tage nach der Diagnose unterzog er sich in New York einer Duodenopankreatektomie, bei der die Bauchspeicheldrüse und der Tumor entfernt wurden. Für die verbleibenden Monate des Jahres 2006 wurden alle Auftritte abgesagt. Pavarotti kündigte danach an, in seine Heimat Italien zurückzukehren, um sich dort zu erholen und anschließend seine Ende Juni 2006 in London wegen Krankheit abgebrochene Abschiedstournee rund um die Welt fortzuführen. Im August 2007 wurde Pavarotti wegen einer Lungenentzündung erneut ins Krankenhaus eingeliefert. Anfang September 2007 verschlechterte sich sein Gesundheitszustand rapide. Am 4. September wurde er nach Hause entlassen und sollte dort von Ärzten weitergepflegt werden. Am 6. September um 5:00 Uhr morgens (MEZ) starb er im Alter von 71 Jahren an Nierenversagen.

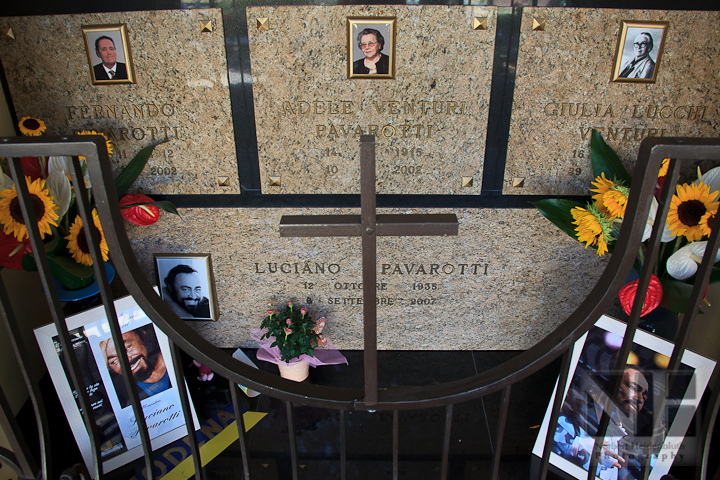
Familiengrab in Montale nahe Modena

Vom 6. bis 8. September 2007 nahmen an die 100.000 Menschen Abschied von Pavarotti, der im offenen Sarg im Dom San Geminiano in Modena aufgebahrt war. Die vom Fernsehen weltweit übertragene Trauermesse im Dom am 8. September zelebrierte Erzbischof Benito Cocchi, der auch ein Beileidswort von Papst Benedikt XVI. verlas. Musikalisch untermalt wurde die Feier vom Chor der Stadt Modena sowie von der Sopranistin Rajna Kabaiwanska, dem Flötisten Andrea Griminelli und dem Tenor Andrea Bocelli. Zudem wurde ein Videomitschnitt des Panis angelicus von César Franck in der gemeinsamen Interpretation Pavarottis mit seinem Vater gezeigt. Zu Ehren von Pavarotti flog während seiner Beerdigung eine Formation von zehn Kampfjets der Kunstflugstaffel „Frecce Tricolori“ und hinterließ Rauchstreifen in den Farben der italienischen Flagge, Grün-Weiß-Rot. Dies geschieht in der Regel nur bei Staatsbegräbnissen. Nach einem Trauerzug durch die Innenstadt von Modena wurde Pavarotti im Grab seiner Eltern im zehn Kilometer entfernten Montale Rangone beigesetzt, einem Ortsteil von Castelnuova Rangone (Provinz Modena).

## Vermögen
Über die Höhe von Pavarottis Erbschaft liegen sehr widersprüchliche Angaben und Schätzungen vor. Die britische Tageszeitung Daily Telegraph beziffert diese mit 250 Mio. £, was neben seiner Kunstsammlung mit Matisse-Gemälden und Restaurants auch den Grundbesitz und Immobilien in New York City, Barbados, Italien und Monte-Carlo umfasst.
1996 wurde Pavarotti wegen Steuerhinterziehung in den Jahren 1989 bis 1991 angeklagt: Nach vier Jahren vor Gericht überreichte er öffentlich im Jahr 2000 dem damaligen Finanzminister Ottaviano Del Turco einen Scheck über 25 Mrd. Lire (12,5 Mio. Euro), um seine Steuerschulden abzubezahlen. Bereits im Jahr darauf musste er sich erneut wegen Steuerhinterziehung vor Gericht verantworten. Streitpunkt war der wirkliche Wohnsitz von Pavarotti, der wegen seiner vielen Tourneen abstritt, sich hauptsächlich in seinem Landhaus bei Modena aufzuhalten.
Bei der Testamentseröffnung schien es zunächst, dass Pavarotti anstelle eines Millionen-Vermögens angeblich 18 Mio. Euro Schulden hinterließe. Testamentsvollstrecker Giorgio Cariani gab jedoch zu bedenken: „Wir stehen bei der Inventur noch ganz am Anfang.“ Als Haupterbin wurde Nicoletta Mantovani eingesetzt, was jedoch seine erste Frau anfechten wollte. Umstritten ist vor allem das Zustandekommen zweier Testamente, wonach alles, was Pavarotti in den USA besaß, Mantovani allein bekäme und nur den italienischen Teil mit Pavarottis Töchtern teilen müsse. In den letzten Lebensmonaten Pavarottis habe sie Beteiligungen an anderen Agenturen, an Werbe-, Immobilien- und Reiseunternehmen sowie an Software-Firmen erworben. Seitdem hat Mantovani auch gegen eine schlechte Presse in Italien anzukämpfen.
Nach einem Interview von Mantovanis Rechtsanwältin in der Tageszeitung Quotidiano Nazionale soll sich Pavarottis Witwe zehn Monate nach Pavarottis Tod mit den drei Töchtern über eine gütliche Teilung des Erbes geeinigt haben.

## Bedeutung

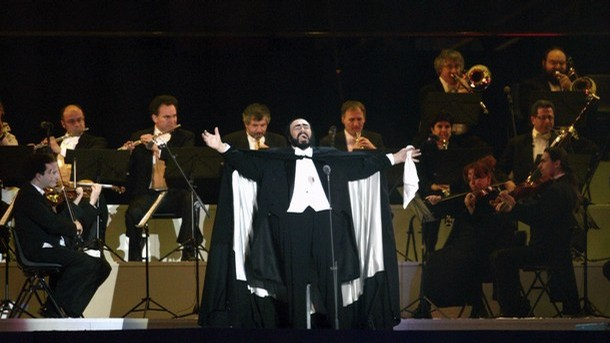
Pavarotti im Solo-Konzert

Luciano Pavarotti war einer der berühmtesten Tenöre seiner Zeit und zusammen mit Maria Callas der bestverkaufte Opernstar. In der Zeit seiner Hochblüte verkaufte er doppelt so viele Tonträger wie Carreras und Domingo (die beiden anderen der Drei Tenöre) zusammen. Er war der erste Klassikkünstler, dessen CD-Aufnahmen die Pop-Hitparaden erreichten und bei den Verkaufszahlen in die des Popbereichs eindrangen.
Zu Beginn seiner Karriere war Pavarotti ein leichter lyrischer Tenor – ideal für die Partien von Bellini, Donizetti und des jungen Verdi. Im Laufe der Zeit entwickelte sich seine Stimme jedoch auch in Richtung dramatischerer Partien bis hin zum Verismo, jener Gattung Oper, die von Puccini, Mascagni und Leoncavallo begründet wurde, vom täglichen Leben der Durchschnittsbevölkerung erzählt und von sehr dramatischer Musik geprägt ist.
Laut Herbert von Karajan war Pavarotti ein Jahrhunderttenor, eine Stimme, die es alle 100 Jahre nur einmal gebe. Bei der letzten Opernaufführung unter Herbert von Karajans Leitung sang Luciano Pavarotti die Partie des Cavaradossi (Tosca von Giacomo Puccini, Osterfestspiele Salzburg, 1989).
Die Opern-Gesamtaufnahmen Pavarottis werden als herausragende Werke der Vokalkunst angesehen. Gerade der große Erfolg im Bereich der Plattenverkäufe und der Aufstieg zu einem Superstar, der die Grenzen vom Klassik- zum Popstar überschritt, brachte ihm jedoch auch Kritik von Puristen und Kritikern ein. Auch wurde immer wieder behauptet, Pavarotti habe selbst gesagt, er könne keine Noten lesen. Sein Publikum aber hatte eine eindeutige Haltung: Am 24. Februar 1988 wurden an der Deutschen Oper in Berlin nach seinem Auftritt als Nemorino in Donizettis Liebestrank 165 Vorhänge registriert, bei 67 Minuten ununterbrochenem Applaus.
Neben seiner Bühnenkarriere verfolgte er eine genauso erfolgreiche Konzertkarriere, die in den 1990er-Jahren ihren Höhepunkt erreichte. Bereits vor den Konzerten der Drei Tenöre gab Pavarotti ein Open-Air-Konzert im Londoner Hyde Park im Jahr 1992 vor 250.000 Menschen und im Jahr 1993 sein größtes im New Yorker Central Park vor 500.000 Zuhörern, was das bestbesuchte Klassikkonzert eines Solokünstlers bisher darstellt.
Nebenbei verfolgte er auch konsequent die Sparte des Crossovers mit den sogenannten „Pavarotti-and-Friends“-Konzerten, in denen er mit vielen aktuellen Popstars Duette aufnahm, die insgesamt über zehn Millionen Mal verkauft wurden. Die Single Miss Sarajevo mit Bono von U2 erreichte Platz 6 in den britischen Popcharts und Platz 1 in Lettland.
In seiner Karriere hat Pavarotti an allen großen internationalen Bühnen der Welt gesungen und mit nahezu allen großen Dirigenten seiner Zeit zusammengearbeitet. Zu seinen Gesangspartnerinnen zählten neben Joan Sutherland und Mirella Freni vor allem Montserrat Caballé, Maria Chiara, Ileana Cotrubaș und Kiri Te Kanawa.

## Stimme

### Vom Tenore lirico zum Tenore lirico spinto
Luciano Pavarottis Stimmfach war zu Beginn seines Sängerlebens ein heller lyrischer Tenor (Tenore lirico), der ohne Mühe die Höhen erreichte. Die Leichtigkeit seiner Stimmführung und der strahlende, silberne Klang seiner Stimme erweckten die Aufmerksamkeit der Sopranistin Joan Sutherland und ihres Ehemanns, des Dirigenten und Belcanto-Spezialisten Richard Bonynge. Mitte der 1960er Jahre suchten sie für Sutherland eine passende Tenorstimme, um das damals vernachlässigte Belcanto-Repertoire von Bellini und Gaetano Donizetti wiederzubeleben. Pavarotti nahm 1965 ihre Einladung zu einer USA- und Australien-Tournee an und legte damit den Beginn zu einer langjährigen Zusammenarbeit und Ausbildung bei Sutherland. Seine Koloraturfähigkeit und Atemtechnik war bis dahin nur mangelhaft ausgebildet. 1967 sang er in der Arie Ah, mes amis die neun hohen C in Donizettis La fille du régiment (Die Regimentstochter) mit beeindruckender Sicherheit und begründete damit seinen Ruhm.
Am 25. Februar 1976, als er gerade über 40 Jahre alt war, sang er den Arturo in Vincenzo Bellinis I puritani und wechselte damit auf Anraten seines Managers Herbert Breslin vom Belcanto zu den dramatischen und heroischen Partien des Tenore lirico spinto. Unmittelbar darauf feierte ihn das US-Magazin Newsweek in einer Titelgeschichte als „The Great Pavarotti“, eine Anspielung auf „The Great Caruso“. Er konzentrierte sich nun auf Verdi- und Puccini-Opern als Manrico in Il trovatore, Radamès in Aida, Cavaradossi in Tosca und Calaf in Turandot. Hier entwickelte er reichere Klangfarben und Schattierungen und perfektionierte seine Phrasierung.
Pavarottis Stimme war gekennzeichnet durch ein ungewöhnliches Maß an Kopfresonanzen, was im Laufe seiner Karriere noch ausgeprägter wurde. Sie erhielt dadurch einen hellen, vibrierenden Klang, der sie unverwechselbar machte. Im späteren Verlauf seiner Karriere hatte Pavarotti bei hohen Tönen jedoch immer wieder Aussetzer. Er reagierte darauf, indem er manche Partien tiefer transponieren ließ und sich auf Konzerte in größeren Rahmen konzentrierte, wo Audiotechnik seinen Gesang unterstützen konnte.

### Repertoire
Da Pavarotti nur in italienischer Sprache sang, wies sein Repertoire lediglich 18 Opernpartien auf, das französische Repertoire fehlte fast ganz. Lediglich die Decca-Aufnahme der Regimentstochter ist in der französischen Originalsprache aufgezeichnet. Eine weitere Ausnahme ist seine Interpretation von dem 1985 aufgenommenen We Are the World von Michael Jackson und Lionel Richie, das er zusammen mit der Band Boyzone, Alex Britti, Mariah Carey, Joe Cocker, Gloria Estefan, B.B. King, Ricky Martin, Gianni Morandi, Laura Pausini, Lionel Richie, Renato Zero und Zucchero coverte. Die Erlöse gingen an Kinderhilfen in Guatemala und dem Kosovo. In der 1969 unter Georg Solti entstandenen Einspielung des [deutschsprachigen] Rosenkavaliers ist Pavarotti in der komplett in italienischer Sprache gehaltenen Partie des italienischen Sängers zu hören. Seine Interpretationen auf der Bühne und auf Tonträgern zählen zu den brillantesten Darbietungen der Operngeschichte. Hervorgehoben werden die Klarheit der Intonation, die Genauigkeit seiner Diktion und besonders die eruptiven, euphorischen und auftrumpfenden Arien, die er kraftvoll und brillant wie kein anderer zu gestalten verstand.

## Ehrungen (Auswahl)
- 1976: Komtur des Verdienstordens der Italienischen Republik
- 1979: Grammy für „Best Classical Vocal Soloist Performance“; in den nächsten Jahren folgten vier weitere Grammys.
- 1980: Großoffizier des Verdienstordens der Italienischen Republik
- 1988: Großkreuz des Verdienstordens der Italienischen Republik
- 1989: ehrte ihn die Hamburgische Staatsoper mit der Ernennung zum Hamburger Kammersänger.[36]
- 1998: erhielt er den „Grammy Legend Award“.
- 1999: Namensgeber des Centro Educativo Pavarotti
- 2001: wurde Pavarotti der World Social Award sowie der Nansen-Flüchtlingspreis verliehen.
- 2005: Ehrenbürger von London
- Offizier der Ehrenlegion
- Komtur des Kulturverdienstordens
- 2013: Classic Brit Award (Lifetime Achievement Award)
- 2022: Stern auf Hollywoods Walk of Fame (posthum)[37]

## Rezensionen
„Er war der öffentliche Tenor schlechthin. Er war für die Massen da, er umschlang sie, winkte ihnen mit dem Taschentuch zu, lachte, weinte, barmte, siegte.“

„Pavarotti war […] ein Tenor wie kein anderer in seiner Zeit. In ihrer silbernen Brillanz, ihrer offenen Tongebung und ihrem lyrischen Schmelz war seine gleichwohl metallisch durchschlagende und vergleichsweise voluminöse Stimme unverkennbar, einzigartig.“

„Brillanz und Schönheit des Materials sind schon in den frühen sechziger Jahren aufgefallen; hinzu kam eine Technik, die es ihm gestattete, mit unerhörter Elastizität Spitzentöne anzuspringen, auch weiträumig distinkt-elegant zu phrasieren, mit rhythmischer Verve Stimme und Musik voranzutreiben. Zudem hat er das Glück gehabt, mit Dirigenten zusammenzuarbeiten, die ihre Aufgabe ernst nahmen, denen daran gelegen war, das phänomenale Talent weiterzuentwickeln.“

## Diskografie
Studioalben

| Jahr | Titel                                                         | Höchstplatzierung, Gesamtwochen, AuszeichnungChartplatzierungen (Jahr, Titel, Platzierungen, Wochen, Auszeichnungen, Anmerkungen) | Höchstplatzierung, Gesamtwochen, AuszeichnungChartplatzierungen (Jahr, Titel, Platzierungen, Wochen, Auszeichnungen, Anmerkungen) | Höchstplatzierung, Gesamtwochen, AuszeichnungChartplatzierungen (Jahr, Titel, Platzierungen, Wochen, Auszeichnungen, Anmerkungen) | Höchstplatzierung, Gesamtwochen, AuszeichnungChartplatzierungen (Jahr, Titel, Platzierungen, Wochen, Auszeichnungen, Anmerkungen) | Höchstplatzierung, Gesamtwochen, AuszeichnungChartplatzierungen (Jahr, Titel, Platzierungen, Wochen, Auszeichnungen, Anmerkungen) | Höchstplatzierung, Gesamtwochen, AuszeichnungChartplatzierungen (Jahr, Titel, Platzierungen, Wochen, Auszeichnungen, Anmerkungen) | Anmerkungen |
| Jahr | Titel                                                         | DE | AT | CH | UK | US | IT | Anmerkungen |
| ---- | ------------------------------------------------------------- | --- | --- | --- | --- | --- | --- | --- |
| 1976 | O Holy Night auch bekannt als: Weihnachten – O Heilige Nacht  | DE28 (2 Wo.)DE | — | — | — | US— PlatinUS | — | Erstveröffentlichung: 1976 Charteinstieg DE: 1990 |
| 1979 | O Sole Mio                                                    | — | — | — | — | US77 Gold · (21 Wo.)US | — | Erstveröffentlichung: 1979 Verkäufe: + 500.000 |
| 1980 | Greatest Hits                                                 | — | — | — | UK95 Gold · (1 Wo.)UK | US85 (26 Wo.)US | — | Erstveröffentlichung: Mai 1982 Verkäufe: + 310.000 |
| 1982 | Luciano                                                       | — | — | — | — | US141 (7 Wo.)US | — | Erstveröffentlichung: 1982 |
| 1982 | Yes, Giorgio                                                  | — | — | — | — | US158 (3 Wo.)US | — | Erstveröffentlichung: Oktober 1982 |
| 1984 | Mamma                                                         | — | — | — | UK96 (1 Wo.)UK | US103 (14 Wo.)US | — | Erstveröffentlichung: Juni 1984 |
| 1986 | The Collection                                                | — | — | — | UK12 Platin · (34 Wo.)UK | — | — | Erstveröffentlichung: Juli 1986 Verkäufe: + 300.000 |
| 1988 | The New Collection – Live!                                    | — | — | — | UK63 (8 Wo.)UK | — | — | Erstveröffentlichung: Juli 1988 |
| 1990 | The Essential                                                 | — | — | — | UK1 ×3Dreifachplatin · (72 Wo.)UK                                                                                                 | — | — | Erstveröffentlichung: März 1990 Verkäufe: + 980.000 |
| 1991 | Essential II                                                  | — | — | — | UK1 Platin · (28 Wo.)UK | — | — | Erstveröffentlichung: Juli 1991 Verkäufe: + 310.000 |
| 1991 | Songbook                                                      | — | AT33 (4 Wo.)AT | — | — | US173 (1 Wo.)US | — | Erstveröffentlichung: 1991 |
| 1992 | In The Park                                                   | — | — | — | UK19 (7 Wo.)UK | — | — | Erstveröffentlichung: Februar 1992 |
| 1992 | Christmas Favourites…                                         | — | — | — | — | US127 (4 Wo.)US | — | Erstveröffentlichung: 1992 mit Plácido Domingo, Josep Carreras (Metha und Levine)                                                                         |
| 1993 | Ti Amo Puccinis Greatest Love Songs                           | — | — | — | UK23 (4 Wo.)UK | — | — | Erstveröffentlichung: März 1993 |
| 1994 | My Hearts Delight auch bekannt als: Dein ist mein ganzes Herz | — | — | — | UK44 (5 Wo.)UK | — | — | Erstveröffentlichung: November 1994 |
| 1995 | The Greatest Album Ever                                       | — | — | — | UK86 (1 Wo.)UK | US150 (1 Wo.)US | — | Erstveröffentlichung: Mai 1995 |
| 1996 | Christmas In Vienna – Best Of                                 | DE60 (3 Wo.)DE | AT37 (4 Wo.)AT | — | — | — | — | Erstveröffentlichung: November 1996 mit Helmut Lotti, Patricia Kaas, Vanessa Williams, Charlotte Church, Sarah Brightman, José Carreras & Plácido Domingo |
| 1996 | Classic Christmas Album Weihnachts-Gala der Weltstars         | DE48 (3 Wo.)DE | — | — | — | — | — | Erstveröffentlichung: Dezember 1996 mit Kiri Te Kanawa & Plácido Domingo                                                                                  |
| 1997 | Sanctus: Das Konzert Für Die Seele                            | DE39 (1 Wo.)DE | — | — | — | — | — | Erstveröffentlichung: März 1997 mit Andrea Bocelli & Plácido Domingo                                                                                      |
| 1997 | The Ultimate Collection / Hits & More                         | DE62 (5 Wo.)DE | AT8 (14 Wo.)AT | — | UK8 Gold · (18 Wo.)UK | — | — | Erstveröffentlichung: Oktober 1997 mit Cecilia Bartoli, Frank Sinatra & Andrea Bocelli                                                                    |
| 1999 | Love Songs                                                    | — | — | — | UK26 Silber · (9 Wo.)UK | — | — | Erstveröffentlichung: Juni 1999 Verkäufe: + 60.000 |
| 2001 | Amore                                                         | — | AT26 (5 Wo.)AT | — | UK41 (3 Wo.)UK | — | — | Erstveröffentlichung: Juli 2001 |
| 2003 | Ti adoro                                                      | DE49 (5 Wo.)DE | AT45 (6 Wo.)AT | — | UK21 Gold · (9 Wo.)UK | US135 (2 Wo.)US | IT51 (2 Wo.)IT | Erstveröffentlichung: September 2003 Verkäufe: + 100.000                                                                                                  |
| 2005 | The Best (Farewell Tour)                                      | DE47 (5 Wo.)DE | AT14 (26 Wo.)AT | CH79 (2 Wo.)CH | — | US76 (1 Wo.)US | IT91 (1 Wo.)IT | Erstveröffentlichung: 18. April 2005 |
| 2006 | Gold                                                          | — | — | — | — | — | IT32 (9 Wo.)IT | Erstveröffentlichung: 22. Mai 2006 |
| 2007 | Forever                                                       | DE7 Gold · (24 Wo.)DE | AT3 Gold · (19 Wo.)AT | CH12 Gold · (17 Wo.)CH | — | US137 (6 Wo.)US | IT4 (47 Wo.)IT | Erstveröffentlichung: 7. September 2007 Verkäufe: + 566.000                                                                                               |
| 2008 | Nessun Dorma Puccinis Greatest Arias                          | DE80 (2 Wo.)DE | — | — | — | — | — | Erstveröffentlichung: Juli 2008 |
| 2008 | The Duets                                                     | DE55 (7 Wo.)DE | AT20 (16 Wo.)AT | CH83 (3 Wo.)CH | UK10 Silber · (7 Wo.)UK | US153 (2 Wo.)US | IT25 (12 Wo.)IT | Erstveröffentlichung: September 2008 Verkäufe: + 63.000                                                                                                   |
| 2010 | 75th Birthday: Limited Edition                                | — | — | — | — | US76 (1 Wo.)US | — | Erstveröffentlichung: 2010 |
| 2011 | Buongiorno a te                                               | — | — | — | — | — | IT27 (8 Wo.)IT | Erstveröffentlichung: 15. November 2011 |
| 2013 | The 50 Greatest Tracks                                        | DE58 (2 Wo.)DE | AT57 (3 Wo.)AT | — | UK20 (7 Wo.)UK | — | — | Erstveröffentlichung: September 2013 |
| 2016 | Christmas With Pavarotti                                      | — | AT48 (1 Wo.)AT | — | — | — | — | Erstveröffentlichung: November 2016 |

grau schraffiert: keine Chartdaten aus diesem Jahr verfügbar

## Filmografie
- Geliebter Giorgio. (OT: Yes, Giorgio). Spielfilm, USA, 1982, Regie: Franklin J. Schaffner
- Ustinov trifft Pavarotti. (OT: Ustinov Meets Pavarotti). Peter Ustinov im Gespräch mit Luciano Pavarotti, Großbritannien, 1993, Regie: Philip Saville, Produktion: BBC, Besprechung:[41]
- Luciano Pavarotti. Dokumentation, Deutschland, 2010, 55 Min., Buch und Regie: Esther Schapira, Produktion: hr, ARD, Reihe: Legenden, Erstsendung: 6. September 2010, Filmankündigung (Memento vom 8. September 2010 im Internet Archive) in der ARD.
- Konzert- und Opernaufnahmen: Luciano Pavarotti bei IMDb
- Pavarotti Dokumentarfilm von Ron Howard aus dem Jahr 2019

## Verschiedenes
Pavarotti erhielt von seiner Gesangspartnerin und Mentorin Joan Sutherland den Spitznamen „Big P.“
In seinen letzten Lebensjahren benutzte der an Übergewicht leidende Pavarotti einen Elektrowagen hinter der Bühne, der in Anspielung auf den Wagen des Papstes scherzhaft „Pavamobil“ genannt wurde.
Um sein Übergewicht zu verringern, hatte Pavarotti gleich zwei Diätärzte angestellt und wohnte auch bei ihnen.
Er stiftete eine Schule in Guatemala, das Centro Educativo Pavarotti, um den Kindern im bürgerkriegsgeplagten Land zu helfen.